# Unión para la Democracia Francesa
La Unión para la Democracia Francesa (en francés Union pour la Démocratie Française), también conocido por su acrónimo UDF, es una federación de partidos políticos franceses de centroderecha con raíces en la democracia cristiana y en la derecha laica. Fue fundado como una unión entre varios partidos más pequeños bajo el liderazgo de Valéry Giscard d'Estaing, para ser en la actualidad una entidad única liderada por François Bayrou.

## Historia

### Orígenes
Originalmente era una coalición electoral y política, fundada en 1974, de los siguientes grupos:
- Centro de Demócratas Sociales (Centre des démocrates sociaux, CDS), cuyo origen es el Movimiento Republicano Popular, partido demócrata cristiano. EL CDS se convierte en la Fuerza Demócrata (FD) en 1995;
- El Movimiento Demócrata Socialista, posterior Partido Social-Demócrata. Se fusiona con el CDS para crear FD;
- La Federación Nacional de Clubes de Perspectivas y Realidades que se convierte en el Partido Popular para la Democracia Francesa en 1995. Se retira de la UDF en 2000 para integrar la UMP;
- El Partido Republicano, heredero de la Federación Nacional de Republicanos e Independientes, el partido de D’Estaing. Cambia su nombre a Democracia Liberal (Démocratie Libérale, DL) en 1997 y abandona la UDF 1998 para incorporarse a la UMP en el 2002;
- La minoría del Partido Republicano que decidió permanecer en la UDF se constituye como el Polo Republicano Independiente y Liberal (PRIL) en 1998:
- El Partido Radical, heredero del Partido Radical y Radical Socialista. En el 2000 la mayoría de sus militantes se integra la UMP; y
- Adherentes directos de la UDF (UFD-AD) que no son militantes de ninguna de las organizaciones ya mencionadas.

### El Centrismo
Después de cosechar conocidos éxitos en los 70s y 80s con la elección de Valéry Giscard d'Estaing (1974-1981) como Presidente de la República y con el gobierno del primer ministro Raymond Barre (1976-1981), la UDF apareció como la aliada natural de la Agrupación por la República (RPR). Tras la llegada al poder de François Mitterrand (del Partido Socialista), algunos miembros históricos de la UDF lo apoyaron, e incluso llegaron a ser ministros durante este período socialista. Incluso en las elecciones cantonales y locales de 1992, el PS y los centristas de la "majorité présidentielle" fueron aliados.
Sin embargo la UDF fue aliada del RPR en las elecciones legislativas de 1993 en el seno de la Unión por Francia, y participó en los gobiernos Balladur y Juppé.
A finales de los 90, la UDF sufrió una gran crisis, donde las escisiones debilitaron al partido, no presentando candidatos a la presidencia de la República.

### La «Nueva UDF»
En 1998, la UDF eligió a François Bayrou como nuevo presidente. Este decidió unir a los diferentes miembros de la coalición para formar un nuevo partido político marcado al centro. En noviembre de ese mismo año, se celebró el congreso fundador en la ciudad norteña de Lille, donde se asistió a la fusión de FD, PRIL i la UDF-AD; el PR y el PPDF mantuvieron su autonomía: la nueva UDF había nacido.
En seguida, Bayrou anunció su deseo de distanciarse del RPR, yendo a las Elecciones Europeas de 1999 separados de la coalición RPR-DL. Pero esta estrategia de distanciamiento encontró una oposición en sectores del partido que, en las Presidenciales del 2002, prefirieron apoyar a Jacques Chirac (que pasó a la segunda vuelta, compitiendo con Jean-Marie Le Pen y venciendo) en lugar de Bayrou (que quedó cuarto con el 7% de los votos, por detrás de los dos anteriores y del candidato socialista). Tampoco se pudo oponer a la creación de la Unión por un Movimiento Popular en el 2002, que unió a los partidos de centro derecha y centro, lo cual provocó que una gran parte de los miembros de la UDF se pasasen ahora a la UMP. De todas maneras, en las legislativas del mismo año, la UDF pudo conservar su grupo parlamentario en la Asamblea Nacional al obtener 29 diputados.
El partido empezó a obtener mejores resultados en las elecciones regionales y europeas del 2004, obteniendo un 12% de los votos. Después de estas elecciones europeas, el partido salió del Partido Popular Europeo y fundó, conjuntamente con otros partidos europeos, el Partido Demócrata Europeo (que tiene un grupo parlamentario en el Parlamento Europeo con el Partido Liberal, Demócrata y Reformista de Europa).
El 8 de junio de 2005, la UDF votó en contra del nombramiento de Dominique de Villepin como primer ministro de Francia, tampoco apoyaron los presupuestos de 2006. 

### La «UDF libre»

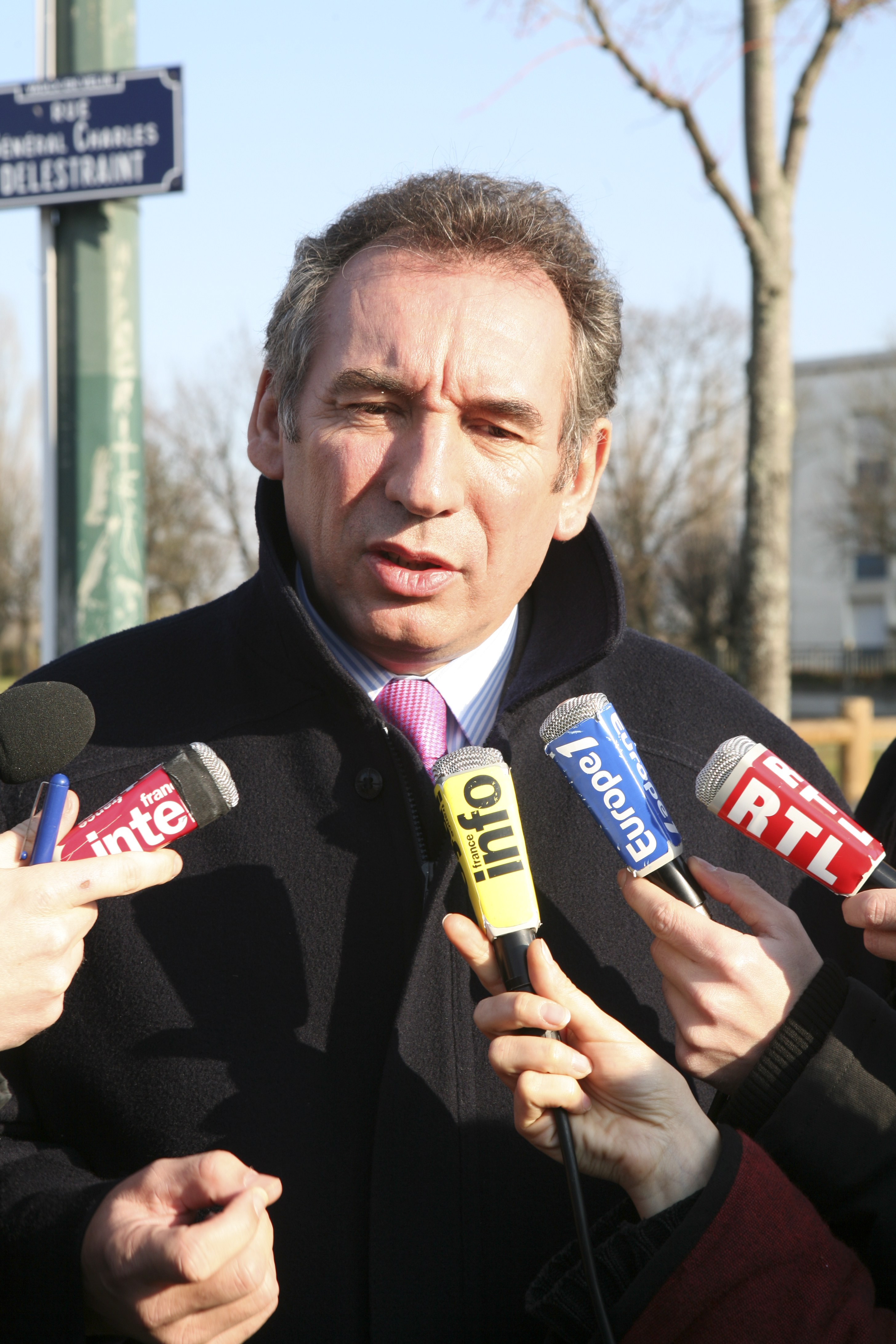
François Bayrou en 2006

El 28 y 29 de enero de 2006, se celebró un Congreso extraordinario en Lyon, donde el 91,1% de los afiliados apoyaron a François Bayrou y sus cambios hechos en el partido y definieron a la UDF como un "partido libre", de centro, independiente de las mayorías y en oposición de la derecha y de la izquierda. En este congreso, el ala de la UDF partidaria a una coalición electoral con la UMP es marginada y, uno de los máximos exponentes de esta corriente, Gilles de Robien será suspendido de sus funciones ejecutivas en el partido por participar en el gobierno de Dominique de Villepin (también de la UMP). Más tarde, en la campaña de las elecciones presidenciales de 2007 dará su apoyo a Sarkozy y no a Bayrou.
Ya en febrero de ese mismo año, los socialistas presentaron una moción de censura contra el gobierno de Dominique de Villepin, y los diputados centristas no apoyaron al gobierno conservador, aunque tampoco todos apoyaron a la moción. Esta fue la primera vez en la historia del partido que los centristas se alejaron tanto de los conservadores.
Meses más tarde empieza la campaña electoral para las presidenciales. Al principio, las expectativas para Bayrou (el candidato de la UDF), eran similares a las de las presidenciales del 2002 (un tímido 6-8%), pero a medida que fueron avanzando las semanas, los sondeos aumentaron rápidamente su porcentaje de votos, llegando a darle más del 20% en su punto álgido de la campaña. Todo esto, empezó a dar a pensar que Bayrou podría ser el próximo presidente de la República (aunque nunca de forma mayoritaria, pues los sondeos siempre han indicado que Sarkozy es visto como el presidenciable con más posibilidades de ganar), esto se explica porque según los sondeos, si pasaba a la segunda vuelta, sería el vencedor tanto si competía con Nicolas Sarkozy como con Ségolène Royal. 
Finalmente, el 22 de abril de 2007, se celebró la primera vuelta de las presidenciales, donde Bayrou quedó tercero, y por tanto fuera de la segunda ronda, aunque con el 18,57% de los votos, triplicando de esta manera el porcentaje obtenido en el 2002. Ya durante la campaña de la segunda vuelta, Bayrou hará un debate con la candidata socialista, Ségolène Royal, en el que coincidirán en las políticas sociales, en las reformas a hacer y en asuntos relacionados con Europa, aunque habrá discrepancias en materia económica. Sarkozy (al que Bayrou dijo que tenía similitudes con Silvio Berlusconi) criticará duramente la celebración de dicho debate entre una candidata y un presidenciable eliminado en la primera ronda (llegando a decir que va contra las instituciones), por lo cual rechazará la invitación de Bayrou a hacer otro debate con él. Finalmente, y después del debate Ségolène-Sarkozy, Bayrou anunció que no votaría al candidato de la UMP.

### Un nuevo partido
El 25 de abril de 2007, Bayrou anunció la intención de crear un nuevo partido político que sería llamado Partido Demócrata (aunque poco después se anunció que su nombre final sería el de Movimiento Demócrata, pues el de Partido Demócrata ya estaba cogido por otro grupo francés), este será el sucesor de la Unión para la Democracia Francesa, su primera cita electoral fueron las legislativas de junio de 2007.

## Presidentes del partido
1. Jean Lecanuet (1978-1988)
2. Valéry Giscard d'Estaing (1988-1996)
3. François Léotard (1996-1998)
4. François Bayrou (1998-actualidad)

## Ideología y posición política

### UDF y Europa
La Unión para la Democracia Francesa es uno de los más fervientes partidos federalistas europeos, defendiendo la creación de un estilo de Estados Unidos de Europa. Esta posición mantenida a lo largo de su historia provocó que Chirac, en el Appel de Cochin (1978) lo llamase el "partido de los extranjeros" (extranjeros: europeos), en un texto con tintes euroescépticos que se dirigía al entonces presidente, Giscard d'Estaing.
Actualmente la UDF forma parte del Partido Demócrata Europeo, del cual es miembro fundador y Bayrou es copresidente (junto con Francesco Rutelli y en el que Josu Jon Imaz es el vicepresidente). Este es uno de los partidos abiertamente federalistas con representación en el Parlamento Europeo.